# Nikolaus von Dinkelsbühl
Nikolaus von Dinkelsbühl, eigentl. Nicolaus Prüntzlin/Prunczlein, (* um 1360 in Dinkelsbühl; † 17. März 1433 in Wien) war ein deutscher Theologe.

## Leben
Nach dem Besuch der örtlichen Lateinschule (wahrscheinlich bei den Karmeliten) schickte man Nicolaus Prunczlein nach Wien. Dort begann er 1385 an der Universität die Artes zu studieren und erreichte 1385 das Baccalaureat und vier Jahre später das Lizentiat und den Grad eines Magister artium. 1390 wechselte er an die theologische Fakultät und wurde 1408 Lizentiat und ein Jahr später Magister theologicus. Er hörte u. a. bei Heinrich von Langenstein und Heinrich Totting von Oyta.
Zweimal wurde er zum Dekan der Artistenfakultät (1392 und 1397) und zweimal zum Dekan der theologischen Fakultät (1410 und 1427) berufen. In den Jahren 1405 bis 1406 amtierte er als Rektor der Universität. Als Mitglied einer Gesandtschaft weilte er von 1399 bis 1400 im Vatikan. Später vertrat er die Universität Wien noch zweimal (1405 und 1423) beim Heiligen Stuhl.
In das Domkapitel von St. Stephan wurde er 1405 berufen. Er war nicht nur ein wichtiger Berater Herzogs Albrecht V. von Habsburg, sondern wurde 1425 auch dessen Beichtvater. Der Herzog berief ihn 1414 zu seinem Vertreter auf dem Konzil von Konstanz. Vier Jahre lang war Nikolaus dort tätig. Als Mitglied der Glaubenskommission war er intensiv mit den Causae Jan Hus und Hieronymus von Prag betraut. Als eines der sechs Mitglieder der Germanischen Konzilsnation gehörte Nikolaus dem Wahlkollegium an, das am 11. November 1417 den Kardinal Oddone Colonna zum Papst Martin V. wählte.
Wieder in Wien, schuf Nikolaus die Grundlagen für eine umfassende Klosterreform in Österreich (Melker Klosterreform), die dann von den Melker Mönchen Nikolaus Seyringer und Petrus von Rosenheim erfolgreich umgesetzt wurde. Von Kardinal Branda Castiglione, dem Päpstlichen Nuntius in Germanien, wurde er zum Kreuzzugsprediger für die Hussitenkriege ernannt und mit großen Ablassvollmachten ausgestattet. Papst Martin V. erneuerte diesen Auftrag 1427.
Im Alter von ungefähr 70 Jahren starb Nikolaus am 17. März 1433 in Wien. In der Predigt anlässlich seiner Beerdigung wurde er als zweiter Gründer der Universität Wien bezeichnet. Seine letzte Ruhestätte fand er im Dom St. Stephan in Wien.
Er ist einer der Hauptvertreter der Wiener Schule der Pastoraltheologie und hinterließ viele wissenschaftliche Werke und Predigtsammlungen, die in über 1000 Handschriften erhalten sind. Sein theologisches Verständnis stützte sich neben der Bibel nur noch auf die großen Kirchenlehrer, besonders aber auf Bernhard von Clairvaux.

## Werke
Nikolaus’ Werk umfasst ungefähr 62 Schriften, von denen sich vor allem die Predigten einer ungeheuren Beliebtheit erfreuten. Äneas Silvius Piccolomini, der spätere Papst Pius II., berichtete, dass dessen Predigten hodie avide a doctis leguntur (heute von den Gelehrten eifrig gelesen werden). Noch der Luthergegner Johannes Eck bediente sich dieser Schriften.
Das Werk von Nikolaus von Dinkelsbühl kann man einteilen in
- 1. Scholastisch-philosophische Erörterungen (Melker Lectura u. a.)
- 2. Werke über die Heilige Schrift (Kommentar zum Matthäusevangelium u. a.)
- 3. Schriften zu kirchenpolitischen Streitfragen (Traktat gegen Jan Hus u. a.)
- 4. Predigten (Über alle Sonntage des Jahres u. a.)

## Bekannte Schüler
- Seyfried Fasser
- Johannes von Dinkelsbühl
- Nikolaus Kempf
- Thomas Peuntner
- Thomas Ebendorfer (Thomas von Haselbach)